# Alemannia Gelsenkirchen
Alemannia Gelsenkirchen – niemiecki klub piłkarski z siedzibą w mieście Gelsenkirchen, w kraju związkowym Nadrenia Północna-Westfalia, działający w latach 1911–1950.

## Historia
- 1911 - został założony jako SV Rheinelbe Gelsenkirchen (fuzja klubów Viktoria Gelsenkirchen i SuS Leithe)
- 19?? - zmienił nazwę na SV Alemannia Gelsenkirchen
- 19?? - połączył się z Blau-Weiss Gelsenguss Gelsenkirchen tworząc SC Alemannia Gelsenguss Gelsenkirchen
- 1937 - zmienił nazwę na BSG Gelsenguss Gelsenkirchen
- 1942 - zmienił nazwę na Alemannia Gelsenkirchen
- 1950 - połączył się z klubem Union Gelsenkirchen tworząc Eintracht Gelsenkirchen

## Sukcesy
- 5 sezonów w Gauliga Westfalen (1. poziom): 1939/40-1941/42 (jako Gelsenguss) i 1942/43-1943/44 (jako Alemannia).
- 1 sezon w 2. Oberlidze West (2. poziom): 1949/50.